# Paosha
Paosha är en köping i nordvästra Kina. Den ligger i Cheng härad i staden Longnan i provinsen Gansu,  omkring 310 kilometer sydost om provinshuvudstaden Lanzhou. Antalet invånare är 21 907. Befolkningen består av 10 503 kvinnor och 11 404 män. Barn under 15 år utgör 20,0 %, vuxna 15-64 år 71 %, och äldre över 65 år 8,0 %.